# AAA 10th ANNIVERSARY BEST
『AAA 10th ANNIVERSARY BEST』（トリプルエー テンス アニバーサリー ベスト）は、2015年9月16日にavex traxから発売のAAAの4枚目のベストアルバム。また、10枚目のオリジナルアルバム。

## 解説
- AAAにとって3枚目のベストアルバム『Another side of #AAABEST』以来、4枚目のベストアルバムである。
- DISC3はオリジナルアルバム扱いになっており、前作『GOLD SYMPHONY』より約1年ぶりとなるAAA10枚目のオリジナルアルバムとしても扱われる。新曲2曲を含む全10曲で構成されている。
- 初週8.6万枚を売り上げ、9月28日付オリコン週間アルバムランキングで1位に初登場した。AAAのアルバム1位獲得は『GOLD SYMPHONY』に続き2作連続で通算4作目。また、同アルバムの初週売上枚数は2011年9月26日付で1位となった『#AAABEST』が記録した初週売上6.6万枚を上回り、自己最高を記録した[1]。また、発売から9日目に 日本レコード協会のゴールド等認定で売上枚数10万枚を超えるゴールドに認定された。AAA関連作品では、11作目のゴールド認定となり過去最速でもある。
- 2015年9月16日に発売されるシングル『愛してるのに、愛せない』はこのベストアルバムの先行シングルで同時発売。「愛してるのに、愛せない」は10曲目に収められている。
- DISC3に収録されているミュージック・ビデオの平均再生回数が4,050万回で、AAAのオリジナルアルバムで2位[注 1]。
- 4形態で発売された。
  - ジャケットA（初回生産限定盤BOX仕様・通常盤）【3CD+DVD+GOODS】：AVCD-93244～6/B
  - ジャケットB【2CD+DVD】：ACVD-93247～8/B
  - ジャケットC【2CD only】：AVCD-93249～50
  - mu-moショップ限定盤（全7種）【2CD】
    - 限定盤A（西島隆弘ver.）AVC1-93278～9
    - 限定盤B（宇野実彩子ver.）AVC1-93280～1
    - 限定盤C（浦田直也ver.）AVC1-93282～3
    - 限定盤D（日高光啓ver.）AVC1-93284～5
    - 限定盤E（與真司郎ver.）AVC1-93286～7
    - 限定盤F（末吉秀太ver.）AVC1-93288～9
    - 限定盤G（伊藤千晃ver.）AVC1-93290～1

## アートワーク
本作のジャケットは、メンバーカラーを意味する7色のコンテナがモチーフとなっており、このカラーコンテナは"AAA10年間の集大成を凝縮"という意味を表している。

## 発売形態

### 発売形態表
| 販売型         | Disc                     | 収録簡易内容                                       |
| -------------- | ------------------------ | -------------------------------------------------- |
| 初回限定生産盤 | 3CD+DVD+オリジナルミラー | CD1:M1〜M12 CD2:M1〜M15 CD3:M1〜M10 DVD:Music Clip |
| 通常盤         | 2CD+DVD                  | CD1:M1〜M12 CD2:M1〜M15 DVD:Music Clip             |
| 通常盤         | 2CDonly                  | CD1:M1〜M12 CD2:M1〜M15                            |

## ライブ
2015年9月14日、東京の国立代々木競技場第一体育館にて本作のタイトルをツアー・タイトルとしたアニバーサリーライブ「AAA 10th Anniversary Live」を開催した。

## 収録内容

### CD

#### CD-1 ＜ベストアルバム＞
1. BLOOD on FIRE (4:30)
  - 1stシングル表題曲
  - ギャガ配給映画『頭文字D THE MOVIE』主題歌
  - テレビ東京系『激走!GT』オープニングテーマ曲
  - アーケードゲーム『jubeat』収録曲
2. ハリケーン・リリ、ボストン・マリ (6:19)
  - 7thシングル表題曲
  - 表記は無いが、本作に収録されているのはアルバム用オリジナルロングバージョン
  - テレビ朝日系テレビドラマ『7人の女弁護士』主題歌
3. Winter lander!! (4:15)
  - 12thシングル『Black&White』2曲目
4. Get チュー! (3:54)
  - 13th両A面シングル『Get チュー!/SHEの事実』1曲目
5. 唇からロマンチカ (3:45)
  - 14th両A面シングル『唇からロマンチカ/That's Right』の1曲目
  - テレビ東京系テレビドラマ『美味學院』主題歌
6. SUNSHINE (3:56)
  - 15th両A面シングル『夏もの/SUNSHINE』の1曲目
  - 日本テレビ系『スポーツうるぐす』2007年6～7月度テーマソング
7. MIRAGE (3:13)
  - 17thシングル表題曲
8. MUSIC!!! (5:02)
  - 19th両A面シングル1曲目
  - フジテレビ系『Mr.サンデー』エンディングテーマ
9. HORIZON (3:59)
  - 4thオリジナルアルバム『depArture』9曲目
10. Break Down (4:48)
  - 21stトリプルA面シングル『Break Down/Break your name/Summer Revolution』1曲目
  - 毎日放送・TBS他連続ドラマ『帝王』主題歌
11. Heart and Soul (4:26)
  - 23rdシングル表題曲
  - TBS系『にうすざんす』テーマソング
12. Believe own way (5:10)
  - 5thオリジナルアルバム『HEARTFUL』11曲目

#### CD-2 ＜ベストアルバム＞
1. 逢いたい理由 (4:37)
  - 24th両A面シングル『逢いたい理由/Dream After Dream 〜夢から醒めた夢〜』1曲目
  - 日本テレビ系『二匹目のどじょう』エンディングテーマ
2. 負けない心 (4:23)
  - 25thシングル表題曲
  - テレビ朝日系列『崖っぷちのエリー〜この世でいちばん大事な「カネ」の話〜』主題歌
3. PARADISE (4:59)
  - 26th両A面シングル『PARADISE/Endless Fighters』1曲目
  - イトーヨーカドー『ボディヒーター』TVCMソング
4. CALL (4:21)
  - 29th両A面シングル『CALL/I4U』1曲目
  - イトーヨーカドー『ボディヒーター』TVCMソング
5. Charge & Go! (6:24)
  - 30th両A面シングル『Charge & Go!/Lights』1曲目
  - 森永製菓『ウイダーinゼリー』キャンペーンソング
6. Still Love You (5:23)
  - 32ndシングル表題曲
7. 777 〜We can sing a song!〜 (5:01)
  - 33rdシングル表題曲
8. 虹 (4:58)
  - 34thシングル表題曲
  - KONAMIオンラインゲーム『プロ野球ドリームナイン』テーマソング
9. PARTY IT UP (3:55)
  - 36thシングル表題曲
  - イトーヨーカドー『クールビズ』TVCMソング
10. Love Is In The Air (4:34)
  - 37thシングル表題曲
  - イトーヨーカドー『恋☆浴衣 COOL STYLE』TVCMソング
11. 恋音と雨空 (5:20)
  - 38thシングル表題曲
  - シングルバージョンはアルバム初収録
  - イトーヨーカドー『WARM STYLE』CMソング
  - イトーヨーカドー『kent』CMソング
  - H.I.S.『中部秋キャンペーン』CMソング
12. Wake up! (3:46)
  - 41stシングル表題曲
  - フジテレビ系列アニメ『ワンピース』主題歌
13. 風に薫る夏の記憶 (5:07)
  - 41stシングル『Wake up!』2曲目
  - イトーヨーカドー『COOL STYLE』TVCMソング
14. さよならの前に (5:24)
  - 42ndシングル表題曲
  - イトーヨーカドー『WARM STYLE』・『kent』CMソング
15. Next Stage (4:15)
  - 42ndシングル「さよならの前に」2曲目
  - フジテレビ系列アニメ 放送15周年特別作品『ワンピース“3D2Y”エースの死を越えて！ルフィ仲間との誓い』主題歌

#### CD-3 ＜オリジナルアルバム＞
1. I'll be there (3:31)
作詞：Mio Aoyama / 作曲：M.I、Shun Kusakawa,K、ohei Yokono / 編曲:ats- / Rap詞：Mitsuhiro Hidaka
  - 43rdシングル
2. Lil' Infinity (5:30)
作詞：小松レナ / 作曲：渡辺徹 / Rap詞：Mitsuhiro Hidaka
  - 44thシングル
  - 20世紀フォックス配給映画『きっと、星のせいじゃない。』日本版イメージソング
  - 読売ジャイアンツ選手『立岡宗一郎選手登場曲』
3. ぼくの憂鬱と不機嫌な彼女 (5:24)
作詞：Kenn Kato / 作曲：丸山真由子 / Rap詞：Mitsuhiro Hidaka
  - 45thシングル
  - イトーヨーカドー『kent』CMソング
4. GAME OVER? (3:43)
作詞：leonn / 作曲：Tomoya Kinoshita / Rap詞：Mitsuhiro Hidaka
  - 46thシングル
  - テレビ朝日系ドラマ『ドラマ！7人のアイドルゴーゴー！』テーマソング
  - SEGA『ぷよぷよ!!クエスト』CMソング[4]
5. アシタノヒカリ (3:44)
作詞：溝口貴紀 / 作曲：丸山真由子 / 編曲：ats- / Rap詞：Mitsuhiro Hidaka
  - 47thシングル
  - テレビ朝日系列アニメ『ワールドトリガー』中期主題歌
6. Flavor of kiss (4:30)
作詞：溝口貴紀、Mitsuhiro Hidaka / 作曲：SiZK、Stephen McNair / Rap詞：Mitsuhiro Hidaka
  - 48thシングル
  - グリコ 『セブンティーンアイス』 キャンペーンソング
  - 全道ネッツトヨタ店「北海道限定RAV4特別仕様車」CMソング
7. LOVER (4:52)
作詞：Miss-art、Mitsuhiro Hidaka / 作曲：Miss-art、APAZZI / 編曲：ats- / Rap詞：Mitsuhiro Hidaka
  - 49thシングル
  - イトーヨーカドー「飲料サマーキャンペーン」CMソング
  - テレビ朝日系 プロマーシャルソング
8. Distance (3:38)
作詞：小松レナ / 作曲：原田 雄一、長谷川 晃太 / Rap詞：Mitsuhiro Hidaka
  - 新録曲
  - テレビ朝日系『musicる TV』「ミリオン連発音楽作家塾」第5弾ソング曲
9. STORY (5:56)
作詞：溝口貴紀 / 作曲：丸山真由子 / Rap詞：Mitsuhiro Hidaka
  - 新録曲
10. 愛してるのに、愛せない (5:00)
作詞：KAJI KATSURA / 作曲：ArmySlick、Jam9 / 編曲：ats- / Rap詞：Mitsuhiro Hidaka
  - 50thシングル
  - テレビ朝日系『オープンハウス』
  - 「LIVE DAM STADIUM」プロマーシャルソング
  - イトーヨーカドー「WARM STYLE」CMソング

### DVD
| #         | タイトル                        | 作詞  | 作曲・編曲 | 時間 |
| --------- | ------------------------------- | ----- | ---------- | ---- |
| 1.        | 「MIRAGE」                      |       |            | 3:21 |
| 2.        | 「MUSIC!!!」                    |       |            | 5:15 |
| 3.        | 「Break Down」                  |       |            | 4:51 |
| 4.        | 「Heart and Soul」              |       |            | 4:32 |
| 5.        | 「逢いたい理由」                |       |            | 4:37 |
| 6.        | 「負けない心」                  |       |            | 4:53 |
| 7.        | 「CALL」                        |       |            | 4:48 |
| 8.        | 「Charge & Go!」                |       |            | 6:25 |
| 9.        | 「777 〜We can sing a song!〜」 |       |            | 5:09 |
| 10.       | 「PARTY IT UP」                 |       |            | 4:51 |
| 11.       | 「恋音と雨空」                  |       |            | 3:30 |
| 12.       | 「SHOW TIME」                   |       |            | 4:21 |
| 13.       | 「Wake up!」                    |       |            | 6:21 |
| 14.       | 「さよならの前に」              |       |            | 5:37 |
| 15.       | 「Lil' Infinity」               |       |            | 5:29 |
| 16.       | 「LOVER」                       |       |            | 5:05 |
| 17.       | 「愛してるのに、愛せない」      |       |            | 5:05 |
| 合計時間: | 合計時間:                       | 84:10 |            |      |

| #         | タイトル                   | 作詞  | 作曲・編曲 | 時間  |
| --------- | -------------------------- | ----- | ---------- | ----- |
| 1.        | 「LOVER」                  |       |            | 11:09 |
| 2.        | 「愛してるのに、愛せない」 |       |            | 9:49  |
| 合計時間: | 合計時間:                  | 20:58 |            |       |

| #         | タイトル                                                        | 作詞  | 作曲・編曲 |
| --------- | --------------------------------------------------------------- | ----- | ---------- |
| 1.        | 「AAA ASIA TOUR 2015 -ATTACK ALL AROUND- ドキュメンタリー映像」 |       |            |
| 合計時間: | 合計時間:                                                       | 29:20 |            |